# Tribuna da Imprensa
A Tribuna da Imprensa é um jornal brasileiro fundado em 27 de dezembro de 1949, no estado do Rio de Janeiro, pelo jornalista Carlos Lacerda.

## História
O nome do veículo deve-se à coluna Da Tribuna da Imprensa que Lacerda escreveu no Correio da Manhã de 1946 a 1949, quando foi afastado deste jornal mas manteve o direito ao nome.
Foi na Tribuna, em 12 de agosto de 1954, que Lacerda escreveu o editorial sugerindo que os militares exigissem a renúncia do Presidente Getúlio Vargas, reverberando a crise que o levaria ao suicídio no dia 24 de agosto. Após a morte de Getúlio, governistas invadiram e tentaram empastelar a sede do jornal.
Em outubro de 1961, durante o Governo de João Goulart, em consequência de dificuldades financeiras, Lacerda vendeu a Tribuna da Imprensa, por 10 milhões de dólares, para Manuel Francisco do Nascimento Brito, genro da condessa Pereira Carneiro, dona do Jornal do Brasil. No final de 1962, o jornalista Hélio Fernandes assumiu o passivo e o ativo do jornal. Em entrevistas, ele garante não ter pago um centavo por isso, apenas tendo livrado Nascimento Brito do contínuo prejuízo.
Na ocasião do Golpe de Estado no Brasil em 1964, o jornal publicou, em 2 de abril de 1964:
| “ | Escorraçado, amordaçado e acovardado, deixou o poder como imperativo de legítima vontade popular o Sr João Belchior Marques Goulart, infame líder dos comuno-carreiristas-negocistas-sindicalistas. Um dos maiores gatunos que a história brasileira já registrou, o Sr João Goulart passa outra vez à história, agora também como um dos grandes covardes que ela já conheceu | ” |

De junho de 1968 a junho de 1978 submeteu-se à censura prévia. Foi o jornal que mais sofreu intervenção durante o Regime Militar: teve mais de vinte apreensões, censores instalados dentro de seu prédio por dez anos e dois dias e seu proprietário foi preso por seis dias em 1973.
Em 26 de março de 1981, uma bomba explodiu na sede do jornal na Rua do Lavradio, 98, um ato creditado a defensores radicais, pertencentes a Linha-dura da ditadura militar, com o objetivo de culpar os militantes da esquerda.

Em 2001, a sede do jornal chegou a ter a sua falência decretada e seu acesso lacrado, em razão do pedido feito pelo desembargador Paulo César Salomão, pelo não pagamento de uma indenização por danos morais decorrente de uma ação que impetrara contra o jornal. Ele se sentira atingido por um artigo assinado pelo economista Romero da Costa Machado – que não pertencia aos quadros da Tribuna – publicado em 1994, sob o título ‘O crime ao amparo da lei’, no qual era chamado de ‘PC Salomão’.